# Case Maldenti
Die Case Maldenti sind ein Komplex von Gebäuden in Forlì in der italienischen Region Emilia-Romagna. Sie liegt in der Via Maldenti 8–10. Es handelt sich um eine separate Baugruppe, die aus Gebäuden verschiedener Epochen besteht und deren wichtigster Kern der Palazzo Seganti-Gioppi ist, der nach den Familien der ehemaligen Eigentümer benannt ist.

## Geschichte
Der einfache Kern des Ensembles, der aus dem Beginn des 15. Jahrhunderts stammt, wurde von der mächtigen ghibellinischen Familie Maldenti bewohnt, nachdem der Komplex benannt wurde. Der Kern wurde mehrmals erweitert und umgebaut.
Nach zahlreichen Eigentümerwechseln landete das Anwesen 1882 bei Graf Pietro Saffi und seiner Gattin, der Gräfin Rosina Seganti. Ein Eigentümer war auch der General Graf Antonio Gioppi, Feldadjutant des Königs Umberto I. von Italien.

## Beschreibung
Man kann den ältesten Bauteil auf der Seite des Canale di Ravandino erkennen, in dem neben zahlreichen Spuren später vermauerter Öffnungen eine Vorhalle, gestützt von vier achteckigen Pilastern mit rechteckigen Kapitellen erhalten ist. Dieser Teil hat größtenteils unverändert überlebt, wobei die Nutzung vermutlich von Wohnzwecken zu Dienstzwecken wechselte, ohne dass wesentliche bauliche Änderungen vorgenommen worden wären.
In den Kellern des Gebäudes hat man Spuren einer Kultstätte mit Tabernakeln aus Sandstein vorgefunden, die auf das 9. Jahrhundert datiert werden kann, und die Fässer einer Gerberei.
Der mittlere Teil des Komplexes entwickelte sich um einen Innenhof aus dem 17. Jahrhundert, in dem es oben eine Loggia gibt, die offensichtlich Ende des 19. Jahrhunderts umgebaut wurde, also in einer Zeit, als auch der Turm aufgestockt und mit Zinnen versehen wurde.